# Novo Triunfo
Novo Triunfo är en kommun i Brasilien.   Den ligger i delstaten Bahia, i den östra delen av landet, 1 200 km nordost om huvudstaden Brasília. Antalet invånare är 15 057.
Omgivningarna runt Novo Triunfo är huvudsakligen savann. Runt Novo Triunfo är det ganska glesbefolkat, med 34 invånare per kvadratkilometer.